# Not in Portland (Lost)
Not in Portland este un episod al serialului de televiziune Lost, sezonul 3.